# Parancistrocerus prominens
Parancistrocerus prominens (лат.) — вид одиночных ос рода Parancistrocerus (Eumeninae, Vespidae). Юго-Восточная Азия: Таиланд. Мелкие осы (длина менее 1 см). Основная окраска чёрная со светлыми отметинами. Брюшко стебельчатое. От близких видов отличается следующими признаками: апикальные полосы тергитов T1 и T2 шире и жёлтые, пунктировка на T1 и T2 плотная; апикальная ширина наличника более узкая, чем у вида P. lamnulus : около 1,2× ширины между усиковыми впадинами; тергит T2 явно вздут мезиально; апикальное удлинение тергита T3 относится к продолжению края, а не исходит из вершины ниже T3. Вершина Т3 удлинена мезально. Вторая субмаргинальная ячейка переднего крыла нестебельчатая. На передней части переднеспинки есть пара срединных ямок. Вид был впервые описан в ходе ревизии юго-восточно-азиатских видов, проведённой в 2019 году энтомологами Т.Ли (Chongqing Normal University, Chongqing, КНР) и Джеймсом Карпентером (Division of Invertebrate Zoology, American Museum of Natural History, Нью-Йорк, США). Осы Parancistrocerus строят гнёзда в различных полостях, а взрослые самки охотятся на личинок насекомых, в которых происходит развитие личинок ос.